# Michael Olson
Michael Fors Olson (ur. 29 czerwca 1966 w Park Ridge, Illinois) – amerykański duchowny katolicki, biskup Fort Worth od 2014.

## Życiorys
Do kapłaństwa przygotowywał się w seminarium przygotowawczym w Chicago, a po przeprowadzce rodziny w 1985 do Teksasu, w seminarium duchownym w Houston (jego kolegą kursowym jest bp Oscar Cantú). Święcenia kapłańskie otrzymał 3 czerwca 1994 z rąk bp. Josepha Delaneya i inkardynowany został do diecezji Fort Worth. Kontynuował studia na Saint Louis University, a także w Rzymie w Akademii Alfonsiana. W latach 2001-2006 wykładał na swej alma mater w Houston. W latach 2006-2008 pełnił funkcję wikariusza generalnego diecezji Fort Worth. W roku 2006 został włączony do grona kolegium konsultorów diecezji. Od 2008 był rektorem Holy Trinity Seminary w Irving. W 2010 otrzymał tytuł kapelana Jego Świątobliwości.
19 listopada 2013 papież Franciszek mianował go ordynariuszem Fort Worth. Sakra i ingres odbyły się 29 stycznia 2014.